# Гайд-Парк (Юта)
Гайд-Парк (англ. Hyde Park) — місто (англ. city) в США, в окрузі Кеш штату Юта. Населення — 5234 особи (2020).

## Географія
Гайд-Парк розташований за координатами 41°47′55″ пн. ш. 111°48′53″ зх. д. / 41.79861° пн. ш. 111.81472° зх. д. (41.798554, -111.814753).  За даними Бюро перепису населення США в 2010 році місто мало площу 8,74 км², уся площа — суходіл. В 2017 році площа становила 11,21 км², уся площа — суходіл.

## Демографія
Згідно з переписом 2010 року, у місті мешкали 3833 особи в 1062 домогосподарствах у складі 938 родин. Густота населення становила 439 осіб/км².  Було 1101 помешкання (126/км²).
Расовий склад населення:
| - 96,5 % — білих - 0,8 % — азіатів - 0,3 % — чорних або афроамериканців - 0,2 % — корінних американців - 0,1 % — вихідців з тихоокеанських островів - 1,3 % — осіб інших рас |

До двох чи більше рас належало 0,9 %. Частка іспаномовних становила 4,1 % від усіх жителів.
За віковим діапазоном населення розподілялося таким чином: 37,2 % — особи молодші 18 років, 55,4 % — особи у віці 18—64 років, 7,4 % — особи у віці 65 років та старші. Медіана віку мешканця становила 28,7 року. На 100 осіб жіночої статі у місті припадало 102,4 чоловіків;  на 100 жінок у віці від 18 років та старших — 99,5 чоловіків також старших 18 років.
Середній дохід на одне домашнє господарство  становив 82 933 долари США (медіана — 73 605), а середній дохід на одну сім'ю — 86 022 долари (медіана — 79 750). Медіана доходів становила 63 875 доларів для чоловіків та 35 703 долари для жінок. За межею бідності перебувало 3,6 % осіб, у тому числі 2,3 % дітей у віці до 18 років та 1,2 % осіб у віці 65 років та старших.
Цивільне працевлаштоване населення становило 1797 осіб. Основні галузі зайнятості: освіта, охорона здоров'я та соціальна допомога — 26,9 %, виробництво — 18,1 %, науковці, спеціалісти, менеджери — 12,8 %, роздрібна торгівля — 11,0 %.